# República de las Dos Naciones

La mancomunidad en 1714.

La mancomunidad en 1789

La República de las Dos Naciones, oficialmente conocida como Reino de Polonia y Gran Ducado de Lituania y también conocida como Polonia-Lituania o Primera República Polaca, fue una unión real federativa entre el Reino de Polonia y el Gran Ducado de Lituania, que existió desde 1569 hasta 1795. Este estado estuvo formado por la unión entre los dos países más grandes y más poblados de la Europa de los siglos XVI al XVII. En su apogeo a principios del siglo XVII, la Mancomunidad abarcaba casi 1 000 000 kilómetros cuadrados (386 100 mi²) y conformaba una población multiétnica de aproximadamente 12 millones en 1618.Los idiomas oficiales de la Mancomunidad eran el polaco y el latín, siendo el catolicismo la religión estatal.
La Mancomunidad fue establecida como una entidad única por la Unión de Lublin el 1 de julio de 1569. Las dos naciones habían estado previamente en una unión personal desde el Acuerdo de Krewo de 1385 y el posterior matrimonio de la reina Eduviges de Polonia con el gran duque Vladislao de Lituania. quien fue coronado iure uxoris rey de Polonia. Su descendiente, Segismundo II Augusto, impuso la fusión para fortalecer las fronteras de su dominio y mantener la unidad mientras no tenía hijos. Su muerte en 1572 marcó el fin de la Dinastía Jagellón e introdujo una monarquía electiva, tras la cual los miembros de familias nobles nacionales o dinastías externas fueron elegidos para el trono de por vida.
El sistema político de la mancomunidad, llamado Libertad Dorada, se caracterizaba por la limitación del poder del monarca por las leyes y la cámara legislativa (Sejm) controlada por la nobleza de Polonia y Lituania (Szlachta). Este sistema fue el precursor de los conceptos modernos de democracia, monarquía constitucional, y federación.
El ducado de Varsovia, establecido en 1807, rastreó sus orígenes en la Mancomunidad. Otros momentos aparecieron durante el Levantamiento de Enero (1863-1864) y ya en la década de 1920, en la cual Józef Piłsudski intenta crear una federación llamada Międzymorze (entre los mares), con Lituania y la Ucrania de Simon Petliura.
Hasta ahora, Polonia se considera a sí misma como la sucesora de la Mancomunidad mencionada, mientras que la República de Lituania anterior a la Segunda Guerra Mundial se distancia de la asociación, de la cual considera que no había sido de un beneficio histórico su existencia.

## Nombre
El nombre oficial del estado era el "Reino de Polonia y Gran Ducado de Lituania" (en polaco: Królestwo Polskie i Wielkie Księstwo Litewskie, en lituano: Lenkijos Karalystė ir Lietuvos Didžioji Kunigaikštystė, en latín: Regnum Poloniae Magnusque Ducatus Lithuaniae) y el término en latín solía ser utilizado en tratados internacionales y diplomacia.
En el siglo XVII y más tarde, también se la conocía como la Serenísima Mancomunidad de Polonia (en polaco: Najjaśniejsza Rzeczpospolita Polska, en latín: Serenissima Res Publica Poloniae), la Mancomunidad del Reino de Polonia, o la Mancomunidad de Polonia.
Los europeos occidentales a menudo simplificaron el nombre a Polonia y en la mayoría de las fuentes pasadas y modernas se lo conoce como el Reino de Polonia, o simplemente Polonia. Los términos Mancomunidad de Polonia y Mancomunidad de las Dos Naciones (en polaco: Rzeczpospolita Obojga Narodów, en latín: Res Publica Utriusque Nationis) se utilizaron en la Garantía Recíproca de Dos Naciones.
Otros nombres informales incluyen la República de los Nobles (en polaco: Rzeczpospolita szlachecka) y la Primera República (en polaco: I Rzeczpospolita), este último relativamente común en la historiografía para distinguirlo de la Segunda República polaca.

## Historia

### Preludio (1370-1569)
El Reino de Polonia y el Gran Ducado de Lituania sufrieron una serie alterna de guerras y alianzas a lo largo de los siglos XIII y XIV. Las relaciones entre los dos estados difirieron en ocasiones, ya que cada uno luchaba y competía por el dominio político, económico o militar de la región. A su vez, Polonia era un aliado incondicional de su vecino del sur, Hungría. El último monarca polaco de la dinastía nativa Piasta, Casimiro el Grande, murió el 5 de noviembre de 1370 sin engendrar un heredero varón legítimo. En consecuencia, la corona pasó a su sobrino húngaro, Luis de Anjou, quien gobernó el Reino de Hungría en unión personal con Polonia. Un paso fundamental en el desarrollo de amplios lazos con Lituania fue una crisis de sucesión que surgió en la década de 1380. Luis murió el 10 de septiembre de 1382 y, como su tío, no tuvo un hijo que lo sucediera. Sus dos hijas, María y Jadwiga (Hedwig), reclamaban el vasto reino dual. Los señores polacos rechazaron a María, entonces prometida a Segismundo de Luxemburgo, a favor de su hermana menor Jadwiga. La futura reina reinante estaba destinada a casarse con el joven Guillermo Habsburgo, pero ciertas facciones de la nobleza seguían preocupadas creyendo que el austríaco Guillermo no aseguraría los intereses domésticos. En cambio, recurrieron a Jogaila, el Gran Duque de Lituania. Jogaila fue pagano en toda su vida y prometió adoptar el catolicismo al casarse al firmar la Unión de Krewo el 14 de agosto de 1385. La Ley impuso el cristianismo en Lituania y transformó Polonia en una diarquía, un reino gobernado por dos soberanos; sus descendientes y sucesivos monarcas ostentaban los títulos de rey y gran duque respectivamente. La cláusula final dictaba que Lituania se fusionaría a perpetuidad (perpetuo applicare) con el Reino de Polonia; sin embargo, esto no entró en vigor hasta 1569. Jogaila fue coronado como Władysław II Jagiełło en la catedral de Wawel el 4 de marzo de 1386.

### Unión de Lublin (1569)

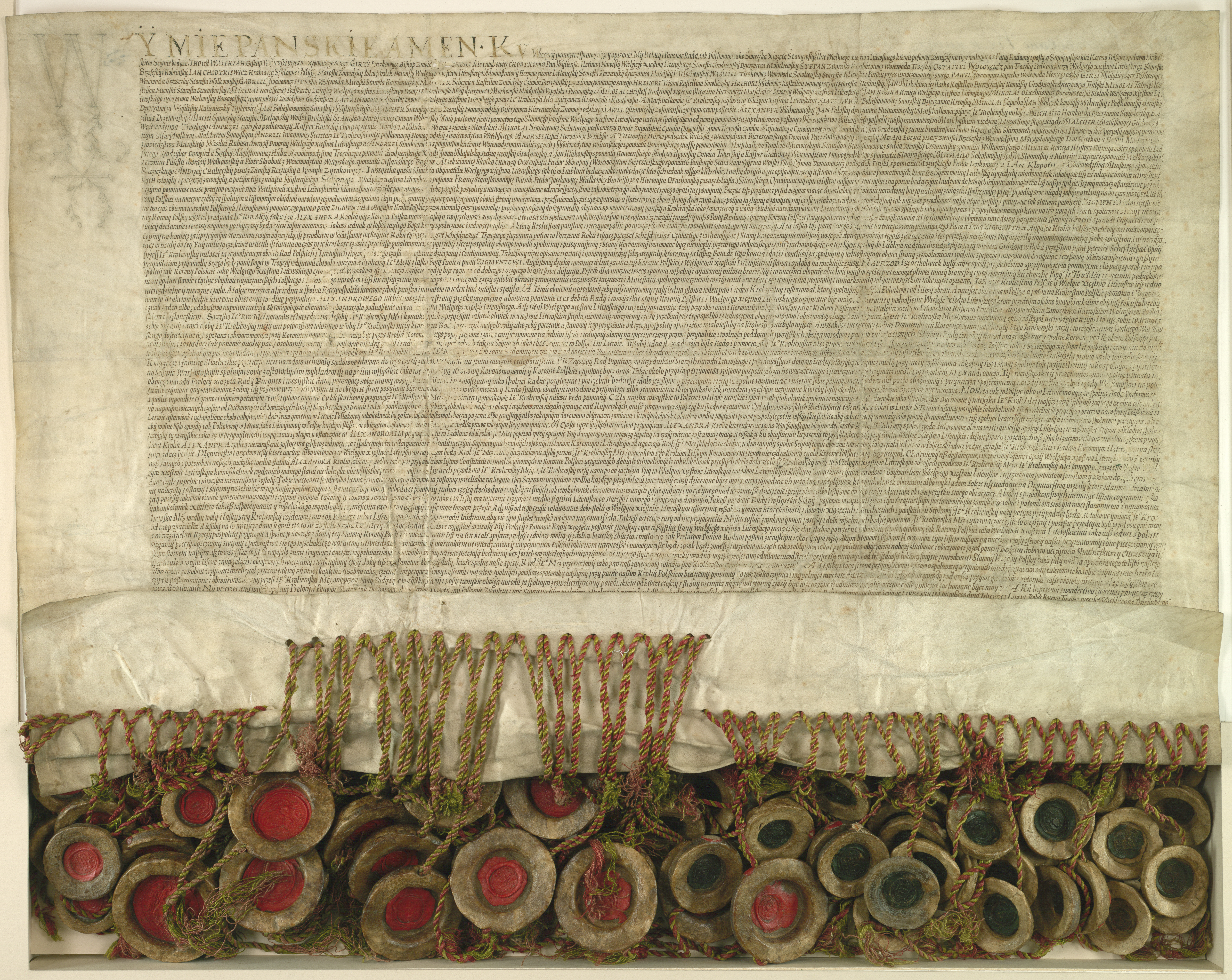
La Unión de Lublin que unió al Reino de Polonia y al Gran Ducado de Lituania en 1569.

Antes de la unificación se firmaron varios acuerdos menores, en particular la Unión de Cracovia y Vilna, la Unión de Vilna y Radom y la Unión de Grodno. La posición vulnerable de Lituania y las crecientes tensiones en su flanco oriental convencieron a los nobles de buscar un vínculo más estrecho con Polonia. La idea de una federación presentó mejores oportunidades económicas, mientras aseguraba las fronteras de Lituania de estados hostiles al norte, sur y este. La nobleza lituana menor estaba ansiosa por compartir los privilegios personales y las libertades políticas que disfrutaba la szlachta polaca, pero no aceptó las demandas polacas de la incorporación del Gran Ducado a Polonia como una mera provincia, sin sentido de autonomía. Mikołaj "el Rojo" Radziwiłł (Radvila Rudasis) y su primo Mikołaj "el Negro" Radziwiłł, dos prominentes nobles y comandantes militares en Lituania, se opusieron abiertamente a la unión.
Un feroz defensor de una sola Mancomunidad unificada fue Segismundo II Augusto, que no tenía hijos y estaba enfermo. Según los historiadores, fue su participación activa lo que aceleró el proceso e hizo posible la unión. Un parlamento (sejm) se reunió el 10 de enero de 1569 en la ciudad de Lublin, al que asistieron enviados de ambas naciones. Se acordó que la fusión tendrá lugar el mismo año y ambos parlamentos se fusionarían en una asamblea conjunta. A partir de entonces no se permitió ninguna convocatoria parlamentaria independiente o dieta. Los súbditos de la corona polaca ya no estaban restringidos a la compra de tierras en territorio lituano y se estableció una moneda única.. Si bien el ejército permaneció separado, la política exterior unificada significó que las tropas lituanas se vieron obligadas a contribuir durante conflictos que no les beneficiaban. Como resultado, varios magnates lituanos deploraron los acuerdos y abandonaron la asamblea en señal de protesta. Segismundo II usó su autoridad como gran duque e hizo cumplir el Acta de Unión in contumaciam. Con miedo, los nobles ausentes regresaron rápidamente a las negociaciones. La Unión de Lublin fue aprobada por los diputados reunidos y firmada por los asistentes el 1 de julio, creando así la Mancomunidad polaco-lituana.
A la muerte de Segismundo en 1572, siguió un interregno durante el cual se hicieron ajustes al sistema constitucional; estos ajustes aumentaron significativamente el poder de la nobleza polaca y establecieron una monarquía verdaderamente electiva.

### Apogeo y la Edad de Oro (1573-1648)

Escudo de Polonia-Lituania.

El 11 de mayo de 1573, Enrique de Valois, hijo de Enrique II de Francia y Catalina de Médici, fue proclamado rey de Polonia y gran duque de Lituania en la primera elección real fuera de Varsovia. Aproximadamente 40 000 notables emitieron su voto en lo que se convertiría en una tradición de siglos de democracia de nobles (Libertad Dorada). Enrique ya se hizo pasar por candidato antes de la muerte de Segismundo y recibió un amplio apoyo de las facciones pro-francesas. La elección fue un movimiento político destinado a reducir la hegemonía de los Habsburgo, poner fin a las escaramuzas con los otomanos, aliados de Francia, y beneficiarse del lucrativo comercio con Francia. Al ascender al trono, Enrique firmó el acuerdo contractual conocido como Pacta conventa y aprobó los Artículos de Enrique. La Ley establecía los principios fundamentales de la gobernanza y el derecho constitucional en la Mancomunidad de Polonia-Lituania. En junio de 1574, Enrique abandonó Polonia y regresó para reclamar la Corona francesa tras la muerte de su hermano y predecesor, Carlos IX. Posteriormente, el trono fue declarado vacante.
El interregno concluyó el 12 de diciembre de 1575 cuando el primado Jakub Uchański declaró a Maximiliano II, emperador del Sacro Imperio Romano Germánico, como el próximo rey. La decisión fue condenada por la coalición anti-Habsburgo, que exigió un candidato "nativo". Como compromiso, el 13 de diciembre de 1575, Ana Jagellón, hermana de Segismundo Augusto y miembro de la dinastía Jagellón, se convirtió en la nueva monarca. Los nobles eligieron simultáneamente a Esteban Báthory como corregente, quien gobernó jure uxoris. La elección de Báthory resultó controvertida: Lituania y la Prusia Ducal inicialmente se negaron a reconocer al transilvano como su gobernante. La rica ciudad portuaria de Gdańsk (Danzig) protagonizó una revuelta y, con la ayuda de Dinamarca, bloqueó el comercio marítimo a la neutral Elbląg (Elbing). Báthory, incapaz de penetrar las extensas fortificaciones de la ciudad, sucumbió a las demandas de mayores privilegios y libertades. Sin embargo, su exitosa campaña de Livonia terminó con la anexión de Livonia y el Ducado de Curlandia y Semigalia (actualmente Estonia y Letonia, respectivamente), expandiendo así la influencia de la Mancomunidad en los países bálticos. Lo más importante, Polonia ganó la ciudad hanseática de Riga en el mar Báltico.

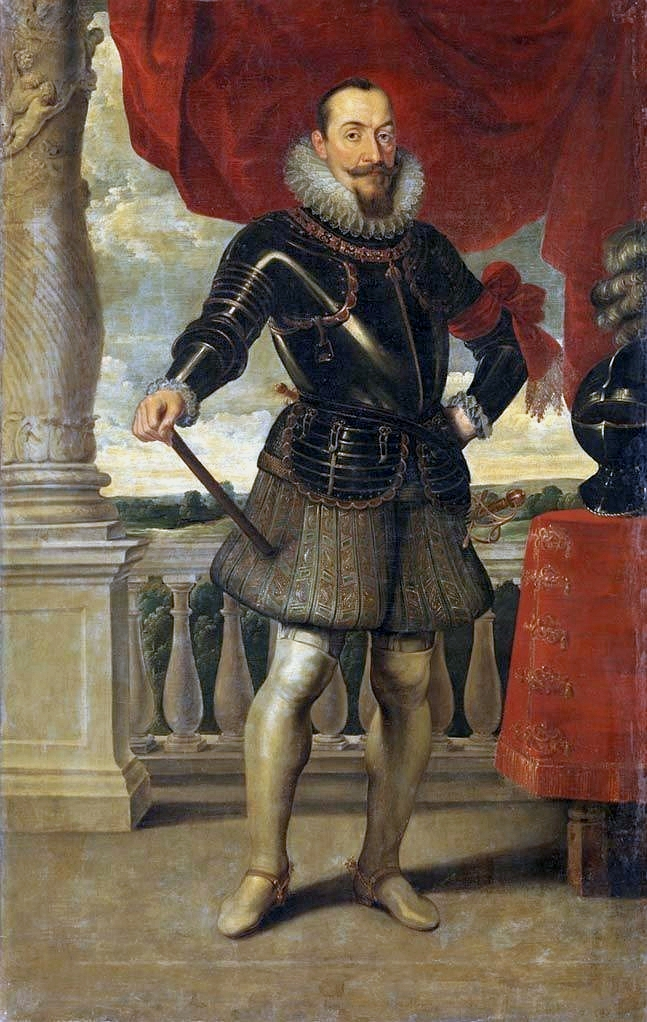
Segismundo Vasa fue un fervoroso creyente y un déspota ilustrado que presidió una era de prosperidad y logros. Su reinado también marcó la mayor expansión territorial de la Mancomunidad.

En 1587, Segismundo Vasa, hijo de Juan III de Suecia y Catalina Jagellón, ganó las elecciones, pero Maximiliano III de Austria impugnó abiertamente su afirmación y lanzó una expedición militar para desafiar al nuevo rey. Su derrota en 1588 a manos de Juan Zamoyski selló el derecho de Segismundo al trono de Polonia y Suecia. El largo reinado de Segismundo marcó el final de la Edad de Oro polaca y el comienzo de la Edad de Plata. Católico devoto con tendencias despóticas, esperaba restaurar el absolutismo e impuso el catolicismo romano durante el apogeo de la Contrarreforma. Su odio hacia los protestantes en Suecia provocó una guerra de independencia, que puso fin a la unión polaco-sueca. Como consecuencia, fue depuesto en Suecia por su tío Carlos IX Vasa. En Polonia, la rebelión de Zebrzydowski fue reprimida brutalmente.
Segismundo III luego inició una política de expansionismo e invadió Rusia en 1609 cuando ese país estaba plagado de una guerra civil conocida como la Período Tumultuoso. En julio de 1610, la fuerza polaca, superada en número, compuesta por húsares alados, derrotó a los rusos en la batalla de Klúshino, lo que permitió a los polacos tomar y ocupar Moscú del 27 de septiembre de 1610 al 4 de noviembre de 1612. El deshonrado Vasili IV de Rusia fue transportado en una jaula a Varsovia, donde rindió homenaje a Segismundo; Vasili fue posteriormente asesinado en cautiverio. Las fuerzas de la Mancomunidad finalmente fueron expulsadas en 1612. La guerra concluyó con una tregua que otorgó a Polonia-Lituania extensos territorios en el este y marcó su mayor expansión territorial. Al menos cinco millones de rusos murieron entre 1598 y 1613, como resultado del conflicto continuo, el hambre y la invasión de Segismundo.
La guerra polaco-otomana (1620-1621) obligó a Polonia a retirarse de Moldavia en el sureste de Europa, pero la victoria de Segismundo sobre los turcos en Jotín disminuyó la supremacía del sultanato y finalmente condujo al asesinato de Osmán II. Esto aseguró la frontera turca durante el gobierno de Segismundo. A pesar de las victorias en la guerra polaco-sueca (1626-1629), el agotado ejército de la Mancomunidad firmó el tratado de Altmark que cedió gran parte de Livonia a Suecia bajo Gustavo Adolfo. Al mismo tiempo, el poderoso parlamento del país (Sejm) estaba dominado por nobles que se mostraban reacios a involucrarse en la Guerra de los Treinta Años; esta neutralidad salvó al país de los estragos de un conflicto político-religioso que devastó la mayor parte de la Europa contemporánea. Su neutralidad en este conflicto político y religioso le permitió a la mancomunidad defenderse de sus vecinos: la Rusia imperial, Suecia y los vasallos del Imperio otomano, e incluso lanzar ofensivas contra estos.

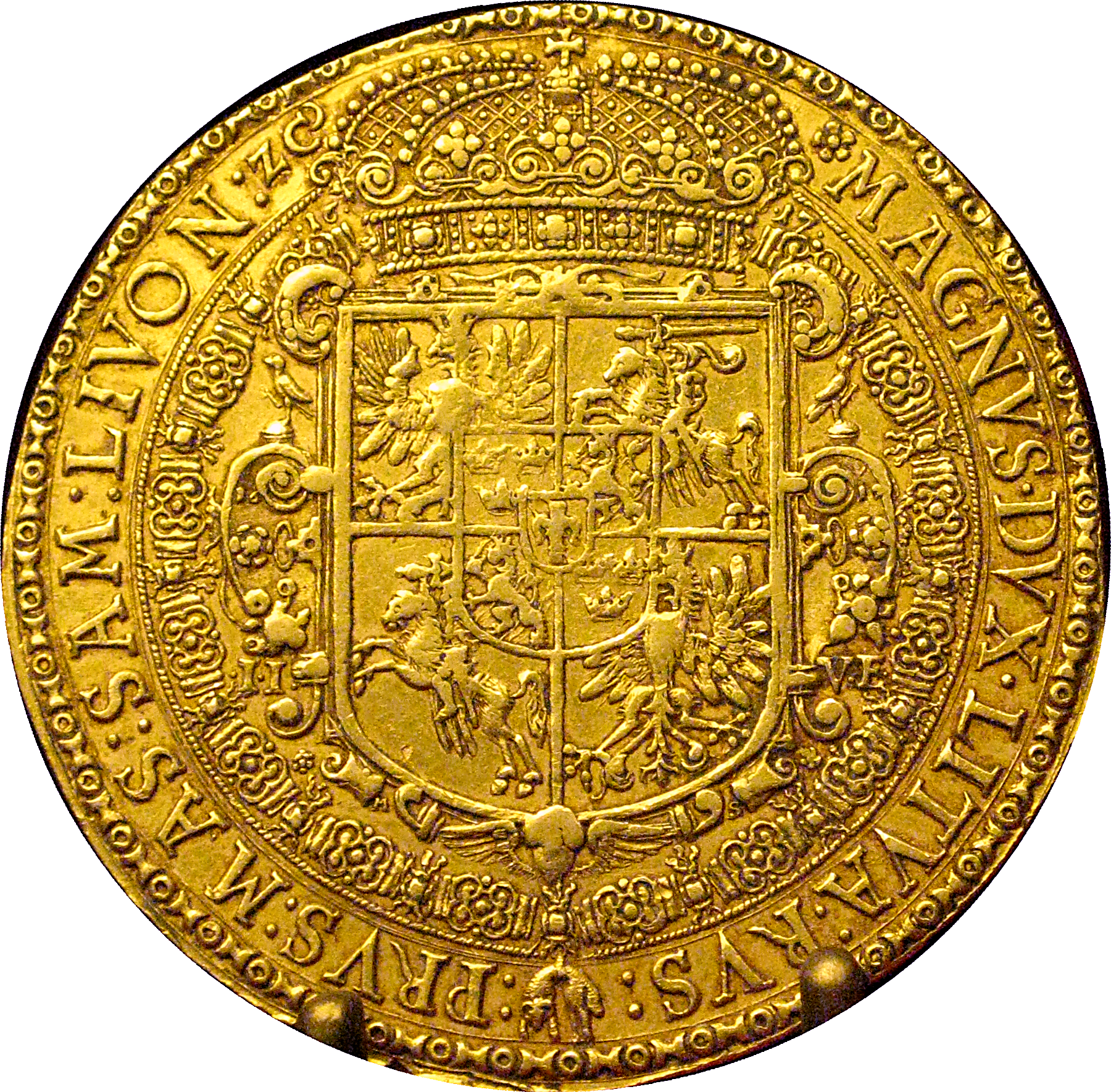
Los 15 Ducados de 1617 del rey Segismundo III Vasa.

Durante este período, Polonia estaba experimentando un despertar cultural y un gran desarrollo en las artes y la arquitectura; el primer rey Vasa patrocinó abiertamente a pintores, artesanos, músicos e ingenieros extranjeros, que se establecieron en la Mancomunidad a petición suya.
El hijo mayor de Segismundo, Ladislao lo sucedió como Vladislao IV en 1632 sin mayor oposición. Habilidoso táctico, invirtió en artillería, modernizó el ejército y defendió ferozmente las fronteras orientales de la Mancomunidad. Bajo el tratado de Stuhmsdorf, recuperó regiones de Livonia y el Báltico que se perdieron durante las guerras polaco-suecas. A diferencia de su padre, que adoraba a los Habsburgo, Władysław buscó vínculos más estrechos con Francia y se casó con María Luisa de Gonzaga, hija de Carlos I Gonzaga, duque de Mantua, en 1646.

### El Diluvio, rebeliones y Viena (1648-1696)

Pérdidas a causa de El Diluvio (1648).

Invasión sueca y rebelión cosaca.

El poder y la estabilidad de la Mancomunidad comenzaron a decaer después de una serie de golpes durante las décadas siguientes. El hermano de Vladislao, Juan II Casimiro, demostró ser débil e impotente. La federación multicultural y megadiversa ya padecía problemas internos. A medida que se fortalecía la persecución de las minorías étnicas y religiosas, varios grupos comenzaron a rebelarse.
Una gran rebelión de cosacos que habitaban las fronteras del sureste de la Mancomunidad se amotinó contra la opresión católica polaca sobre la Ucrania ortodoxa en 1648 y apoyada por el Kanato de Crimea en lo que se conoció como la rebelión de Jmelnytsky. Resultó en una solicitud de Ucrania, bajo los términos del tratado de Pereyáslav, para la protección del zar ruso. En 1651, ante la creciente amenaza de Polonia y abandonado por sus aliados tártaros, Jmelnytsky pidió al zar Alejo I que incorporase Ucrania como un ducado autónomo bajo protección rusa. La anexión rusa de la Zaporiyia ucraniana suplantó gradualmente la influencia polaca en esa parte de Europa. En los años siguientes, los colonos polacos, los nobles, los católicos y los judíos se convirtieron en víctimas de las masacres de represalia instigadas por los cosacos en sus dominios. El otro golpe para la Mancomunidad fue la invasión sueca de 1655, conocida como «El Diluvio», que fue apoyada por tropas del duque de Transilvania Jorge II Rákóczi y Federico Guillermo, elector de Brandeburgo. Bajo el tratado de Bromberg en 1657, la Polonia católica se vio obligada a renunciar a su soberanía sobre la Prusia protestante; en 1701, el otrora insignificante ducado se transformó en el Reino de Prusia, que se convirtió en una importante potencia europea en el siglo XVIII y demostró ser el enemigo más duradero de Polonia.

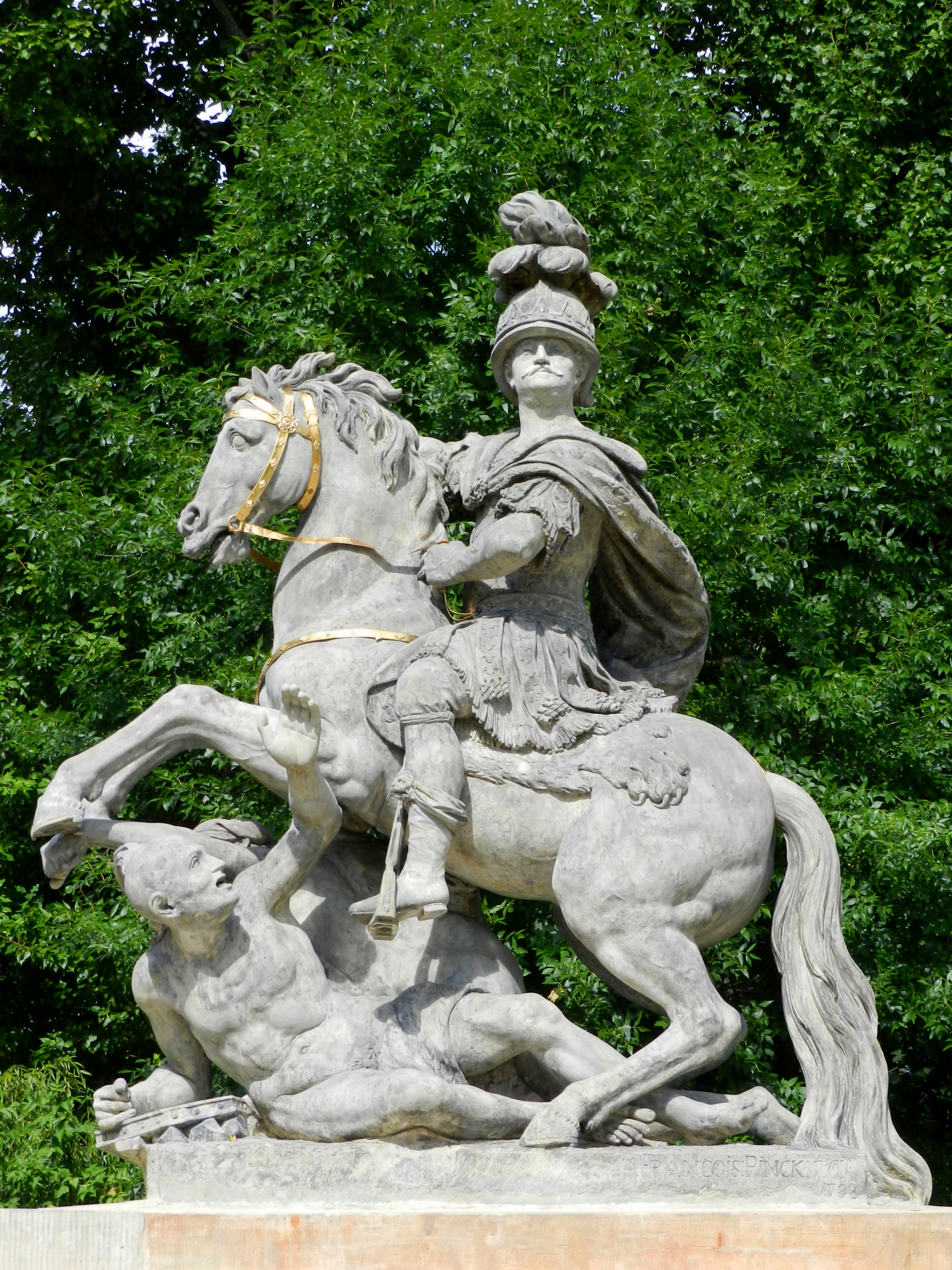
Juan III Sobieski, vencedor de los turcos en Viena en 1683. El monumento del fue encargado por el rey Estanislao Augusto.

A finales del siglo XVII, el rey de la debilitada Mancomunidad, Juan III Sobieski, se alió con el emperador del Sacro Imperio Romano Germánico Leopoldo I para infligir aplastantes derrotas al Imperio otomano. En 1683, la batalla de Viena marcó el punto de inflexión final en la lucha de 250 años entre las fuerzas de la Europa cristiana y los otomanos islámicos. Por su resistencia a los avances musulmanes, el país se ganó el nombre de Antemurale Christianitatis (baluarte del cristianismo). Durante los siguientes 16 años, la Gran Guerra Turca conduciría a los turcos permanentemente al sur del río Danubio, para no volver a amenazar nunca más a Europa central.

### Agitación política e ilustración (1697-1771)

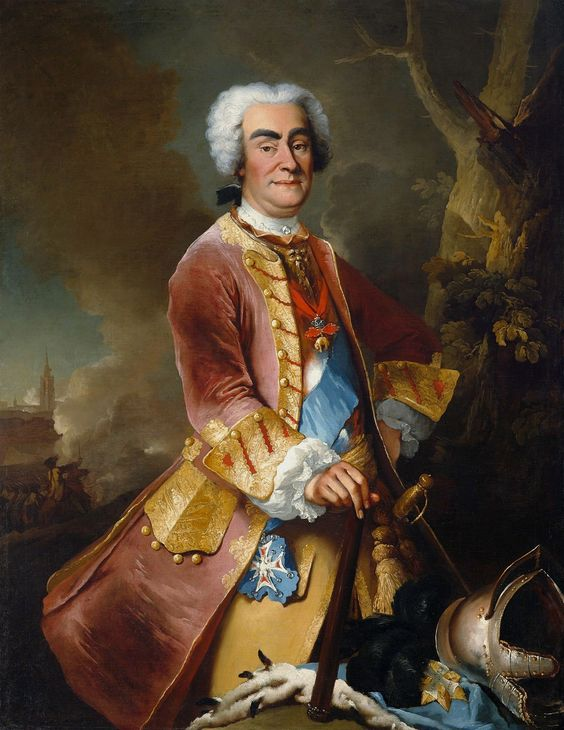
Augusto II de Polonia, rey de Polonia y elector de Sajonia, con la Orden del Águila Blanca que estableció en 1705.

Podría decirse que la muerte de Juan Sobieski en 1696 puso fin al período de soberanía nacional, y la autoridad relativa de Polonia sobre la región disminuyó rápidamente. En el siglo XVIII, la desestabilización de su sistema político llevó a la Mancomunidad al borde de la guerra civil y el estado se volvió cada vez más susceptible a la influencia extranjera. Las potencias europeas restantes se entrometían perpetuamente en los asuntos del país. Tras la muerte de un rey, varias casas reales se inmiscuyeron activamente con la esperanza de asegurar votos para sus candidatos deseados. La práctica era común, y la selección a menudo era el resultado de cuantiosos sobornos dirigidos a nobles corruptos. Luis XIV de Francia invirtió fuertemente en Francisco Luis de Borbón-Conti, en oposición a Jaime Luis Sobieski, Maximiliano II Emanuel de Baviera y Federico Augusto de Sajonia. La conversión de este último del luteranismo al catolicismo asombró a los magnates conservadores y al Papa Inocencio XII, quienes a su vez expresaron su apoyo. La Rusia imperial y la Austria de los Habsburgo también contribuyeron financiando a Federico, cuya elección tuvo lugar en junio de 1697. Muchos cuestionaron la legalidad de su elevación al trono; se especuló que el príncipe de Conti había recibido más votos y era el heredero legítimo. Federico se apresuró con sus ejércitos a Polonia para sofocar cualquier oposición. Fue coronado como Augusto II en septiembre y el breve compromiso militar de Conti cerca de Gdańsk en noviembre del mismo año resultó infructuoso.
La Casa de Wettin gobernó Polonia-Lituania y Sajonia simultáneamente, dividiendo el poder entre los dos estados. A pesar de sus controvertidos medios para alcanzar el poder, Augusto II gastó generosamente en las artes y dejó un extenso legado cultural y arquitectónico (barroco) en ambos países. En Polonia, amplió Wilanów y facilitó la remodelación del castillo real de Varsovia como una residencia palaciega moderna. Innumerables puntos de referencia y monumentos de la ciudad llevan un nombre que hace referencia a los reyes sajones, en particular el Jardín Sajón, el Eje Sajón y el antiguo Palacio Sajón. El período vio el desarrollo de la planificación urbana, la asignación de calles, hospitales, escuelas (Collegium Nobilium), parques públicos y bibliotecas (Biblioteca Załuski). Se abrieron las primeras fábricas que producían en masa para satisfacer las demandas de la nobleza como consumidores.

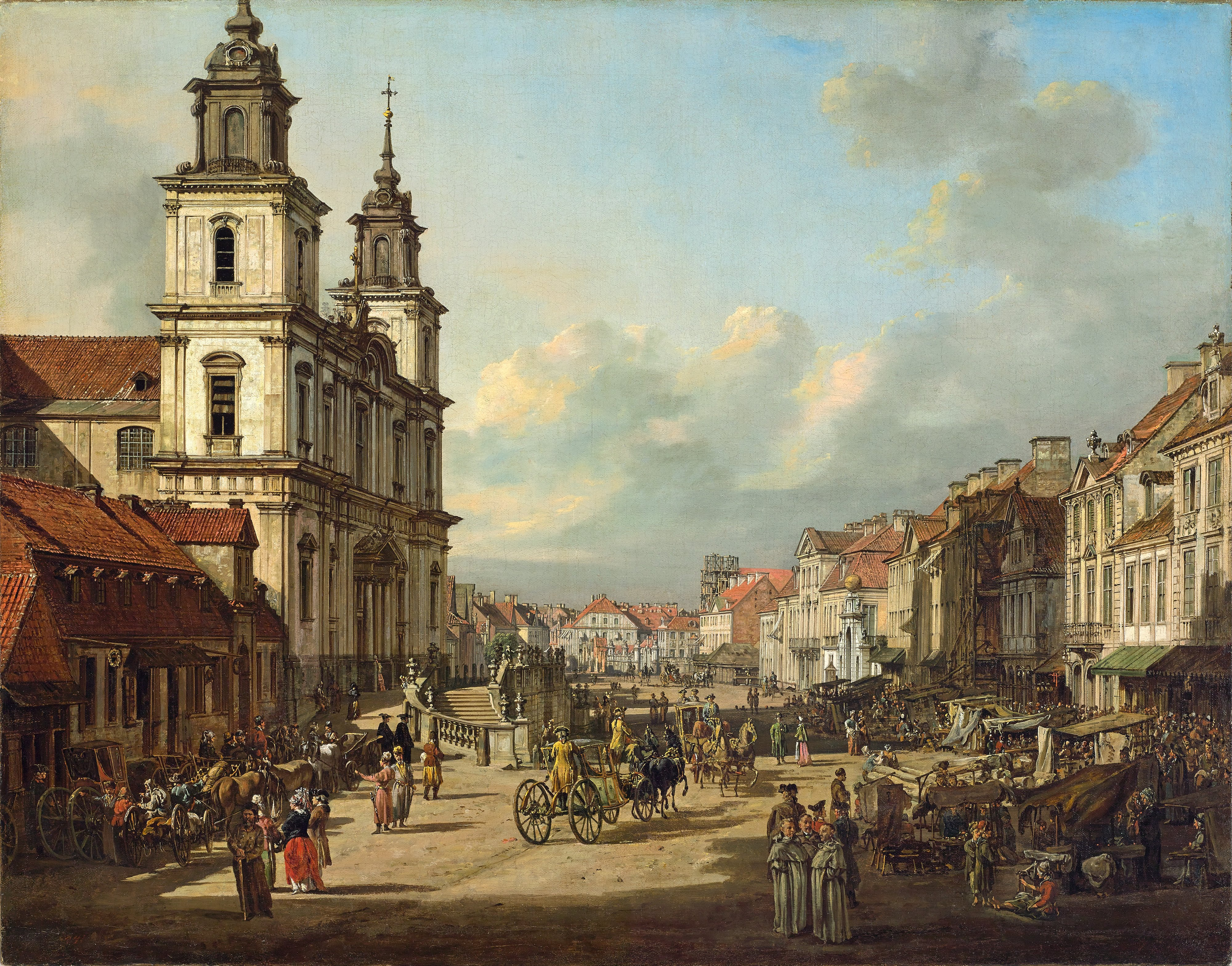
Varsovia cerca del final de la existencia de la Mancomunidad. Pintura de Bernardo Bellotto, 1778.

En el apogeo de la Gran Guerra del Norte, Estanislao Leszczyński y otros magnates patrocinados por Suecia formaron una coalición (Confederación de Varsovia) contra Augusto II. La Mancomunidad polaco-lituana era formalmente neutral en este punto, ya que Augusto entró en la guerra como elector de Sajonia. Ignorando las propuestas de negociación polacas apoyadas por el parlamento sueco, Carlos cruzó la Mancomunidad y derrotó a las fuerzas sajona-polacas en la batalla de Klissow en 1702 y en la batalla de Pułtusk en 1703. Carlos luego logró destronar a Augusto y obligar al Sejm (parlamento) a reemplazarlo con Estanislao en 1704. Augusto recuperó el trono en 1709, pero su propia muerte en 1733 provocó la guerra de sucesión polaca en la que Estanislao intentó una vez más apoderarse de la corona, esta vez con el apoyo de Francia. La "Pacificación del Sejm" (1736) culminó con Augusto III sucediendo a su padre.
La relativa paz e inactividad que siguió solo debilitó la reputación de Polonia en el escenario mundial. Aleksander Brückner señaló que las costumbres y tradiciones polacas se abandonaron en favor de todo lo extranjero, y los estados vecinos continuaron explotando a Polonia en su beneficio. Además, la creciente explotación de recursos de Europa occidental en las Américas hizo que los suministros de la Mancomunidad fueran menos cruciales, lo que resultó en pérdidas financieras. Augusto III pasó poco tiempo en la Mancomunidad, prefiriendo en cambio la ciudad sajona de Dresde. Nombró a Heinrich von Brühl como virrey y ministro de asuntos polacos, quien a su vez dejó la política a las familias de magnates polacos, como los Czartoryski y los Radziwill. Fue también durante este período que la Ilustración polaca comenzó a brotar.

### Particiones (1772-1795)

Particiones de Polonia (1772, 1793, 1795).

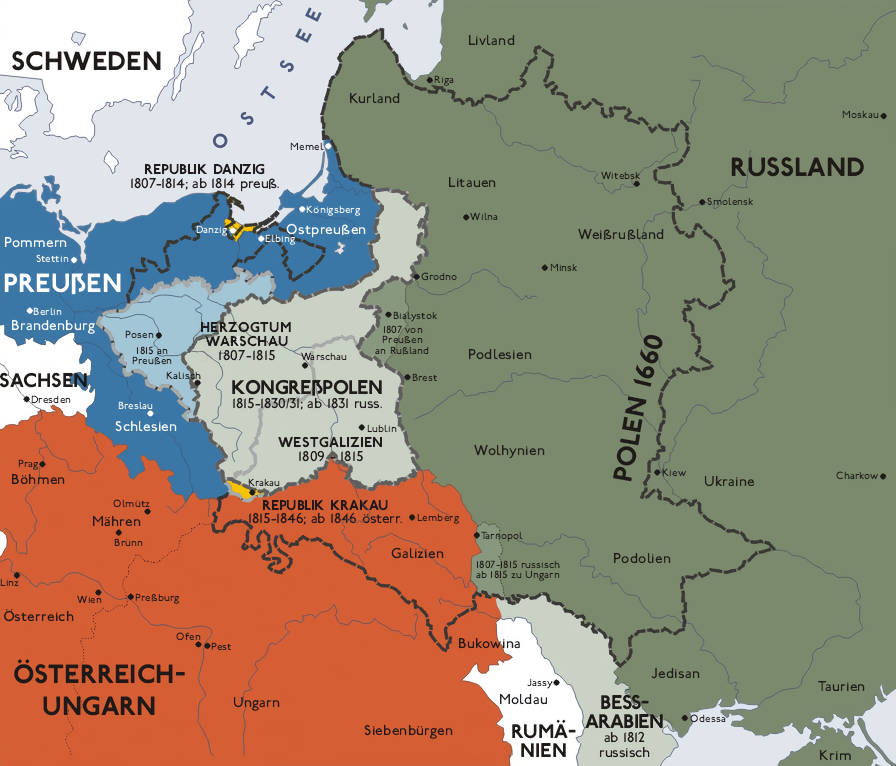
Gran Ducado de Varsovia y Reino del Congreso.

En 1764, el aristócrata Estanislao Augusto Poniatowski (Estanislao II Augusto) fue elegido monarca con la connivencia y el apoyo de su ex amante Catalina la Grande, una noble alemana que se convirtió en emperatriz de Rusia.
Los intentos de reforma de Poniatowski se encontraron con una firme resistencia tanto interna como externa. Cualquier objetivo de estabilizar la Mancomunidad era peligroso para sus ambiciosos y agresivos vecinos. Como sus predecesores, patrocinó a artistas y arquitectos. En 1765 fundó el Cuerpo de Cadetes de Varsovia, la primera escuela estatal en Polonia para todas las clases sociales. En 1773, el rey y el parlamento formaron la Comisión de Educación Nacional, el primer Ministerio de Educación en la historia europea. En 1792, el rey ordenó la creación de Virtuti Militari, una de las condecoraciones militares más antiguas aún en uso. Estanislao Augusto también admiraba la cultura de los reinos antiguos, particularmente Roma y Grecia; el neoclasicismo se convirtió en la forma dominante de expresión arquitectónica y cultural.
La inestabilidad del sistema político llevó a la anarquía. La vasta Mancomunidad estaba en constante declive y en 1768, los rusos comenzaron a considerarla como un protectorado del Imperio ruso a pesar de que todavía era un estado independiente. El control mayoritario de Polonia fue fundamental para las estrategias diplomáticas y militares de Catalina. Los intentos de reforma, como los realizados por el Sejm entre 1788 y 1792 y que culminaron en la Constitución del 3 de mayo, llegaron demasiado tarde. El país fue dividido en tres etapas por el Imperio ruso, el Reino de Prusia y el Imperio austríaco. En 1795, la Mancomunidad polaco-lituana desapareció del mapa europeo. Polonia y Lituania restablecieron su independencia como países separados en 1918, el mismo año que terminó la Primera Guerra Mundial.

## Organizaciones políticas

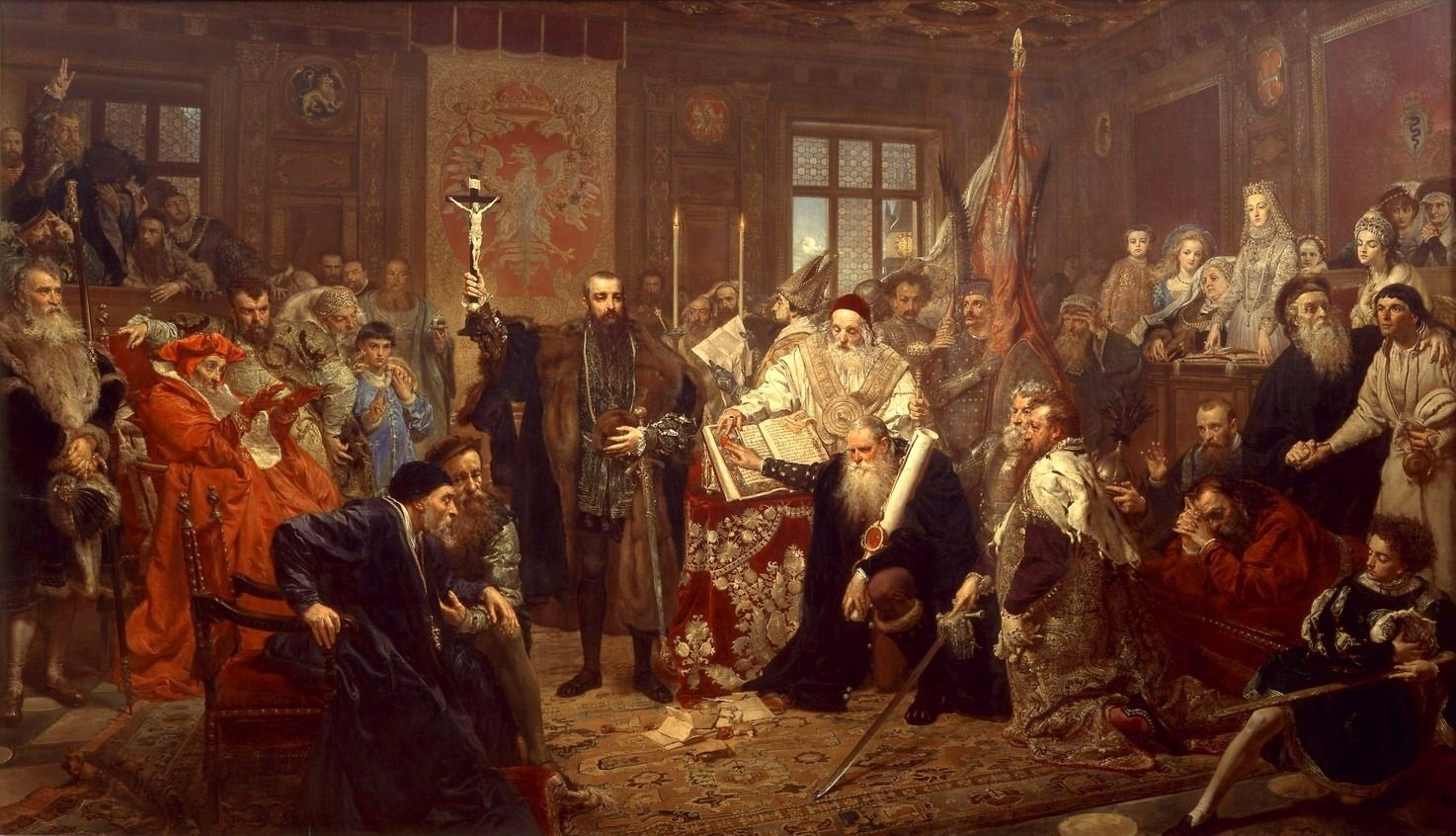
Unión de Lublin de 1569, por Jan Matejko, 1869, óleo, 298 × 512 cm, Museo nacional de Varsovia.

### Libertad dorada

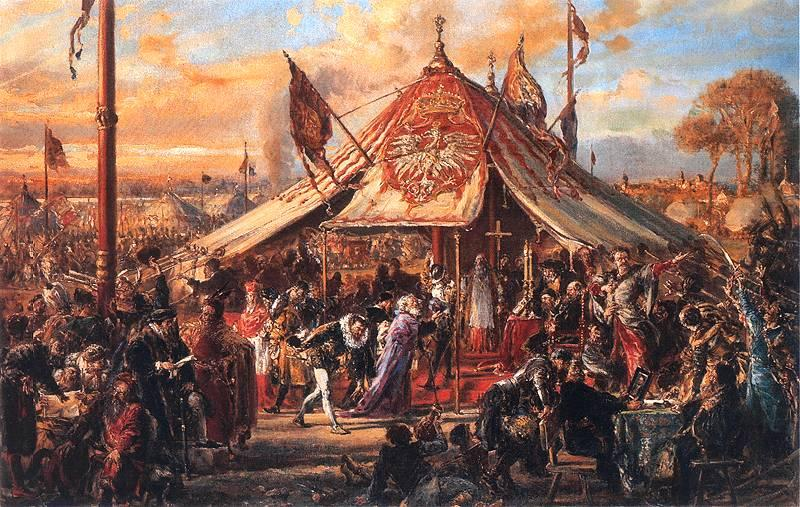
La República en el cenit de su poder. Libertad Dorada. La Elección libre de 1573, por Jan Matejko.

La doctrina política de la Mancomunidad era: «Nuestro Estado es una república bajo la presidencia del rey». El canciller Juan Zamoyski sumó a esta doctrina: Rex regnat et non gubernat (el rey reina, pero no gobierna). La Mancomunidad tenía un parlamento, el Sejm, así como un senat y un rey electo. El rey estaba obligado a respetar los derechos de los nobles, especificados en los Articuli Henriciani (Artículos del rey Enrique), como también en la Pacta Conventa negociada al tiempo de su elección.
El poder del monarca era limitado, a favor de una clase noble. Cada nuevo rey tenía que suscribir los Artículos del rey Enrique, que eran la base del sistema político de Polonia e incluían inesperadas garantías de tolerancia religiosa. Con el tiempo, los artículos fueron fusionados con la Pacta Conventa, hasta el punto de que el rey era efectivamente un compañero de la clase noble, supervisado por un grupo de senadores.
La fundación del sistema político denominado Libertad Dorada (en polaco Zlota Wolność, un término usado desde 1573), incluía:
- Elecciones libres por todos los nobles que quisieran participar;
- Sejm, el parlamento de la Mancomunidad que el rey debía convocar cada dos años.
- Pacta Conventa, "convenios a acordar" negociados con el rey electo, incluyendo una cuenta de bienes, derivados del rey anterior Artículos del rey Enrique;
- rokosz (insurrección), el derecho de la szlachta a levantarse en rebelión legal contra el rey que viole sus garantías;
- liberum veto, el derecho de un diputado individual a oponerse a la mayoría en la sesión del Sejm, expresando su opinión como un "veto libre" que anula toda la legislación de la sesión. Durante la crisis de la segunda mitad del siglo XVII, los nobles polacos también pudieron usar el liberum veto en los parlamentos provinciales sejmiks;
- konfederacja, el derecho a formar una organización política o parlamento paralelo según un objetivo político común.

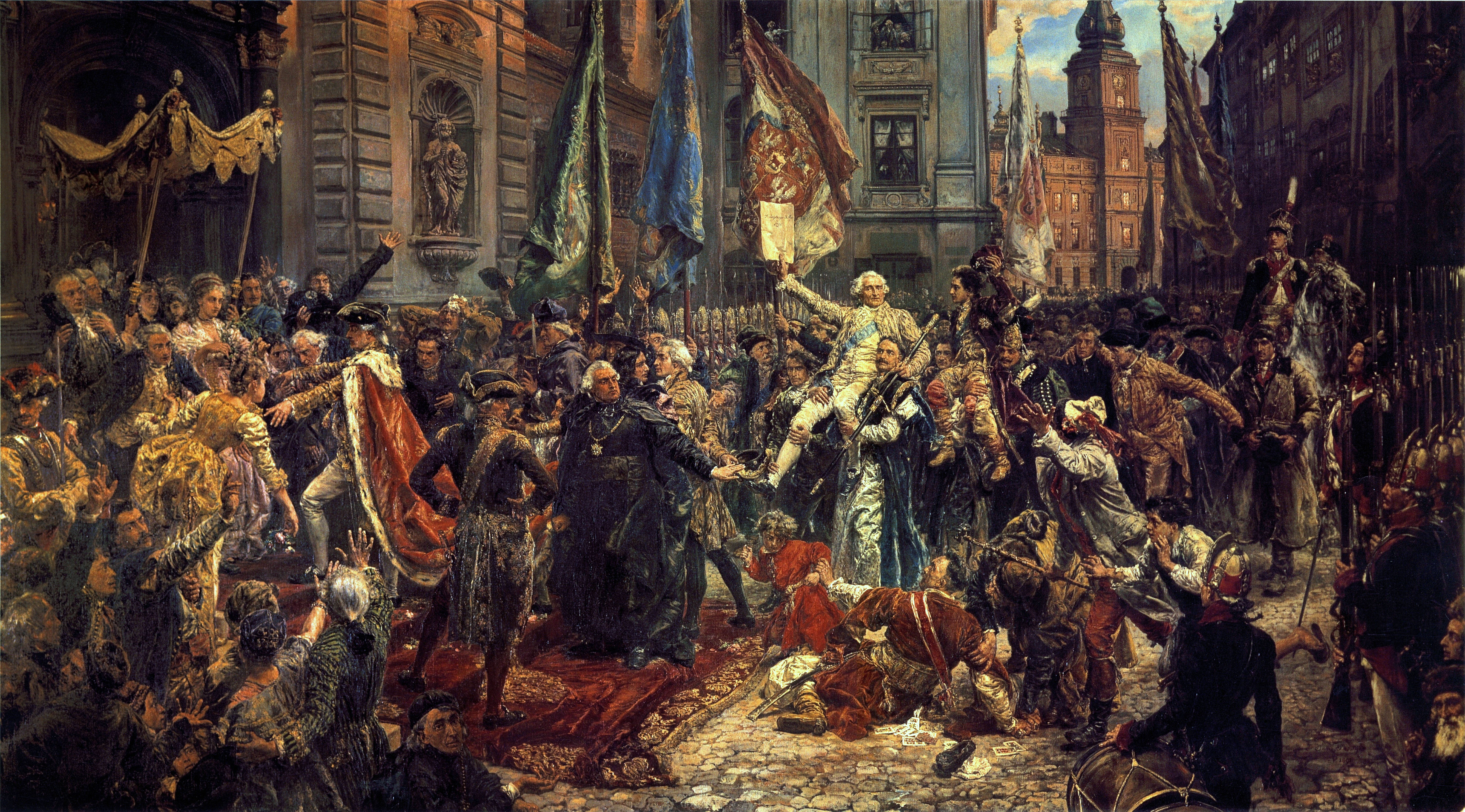
Constitución del 3 de mayo 1791, por Jan Matejko.

Las provincias de la Mancomunidad disfrutaban de cierto grado de autonomía. Cada voivodato tenía su propio parlamento (sejmik), que ejercía un poder político efectivo, incluyendo la elección de una poseł o cámara de diputados en el sejm nacional y encargando al diputado con instrucciones específicas de voto. El gran duque de Lituania tenía su propio ejército, tesoro y otras instituciones. y cada estado era mencionado como " República Serenísima." En el tiempo en que la mayoría de los países europeos se encaminaban a la centralización, la monarquía absoluta y las guerras religiosas y/o dinásticas, la Mancomunidad experimentaba una descentralización, confederación y federación, democracia, tolerancia religiosa e incluso pacifismo. Desde que el Sejm usualmente vetaba los planes del monarca para la guerra, esto constituía un notable argumento para la Teoría de Paz Democrática.
Este sistema político —inusual para su tiempo-—bloqueó las victorias de la szlachta (nobleza) sobre las demás clases y sobre el sistema político de la monarquía. En tiempo la szlachta acumuló suficientes privilegios (como los establecidos por el Acta de Nihil Novi de 1505) que ningún monarca podía esperar romper el control de la szlachta en el poder. Es difícil que el sistema político se ajuste a una categoría, pero puede ser descrita como una mezcla de los siguientes elementos:
- confederación y federación, con estimación de amplia autonomía de sus regiones. Comoquiera que sea, es difícil decidir si era una mancomunidad, federación o confederación porque posee características de las tres;
- oligarquía.[14] En la szlachta solo un 10 % de la población tenía derechos políticos;
- democracia, ya que toda la szlachta era igual en derechos y privilegios y el Sejm podía vetar al rey en cuestiones relevantes, incluyendo legislaciones (la adopción de nuevas leyes), asuntos exteriores, declaración de guerra e impuestos (cambios de impuestos, adopción o eliminación de estos). También, el 10 % de la población que disponía de derechos políticos (la szlachta) era sustancialmente más grande que en otro país; nota: en 1831 en Francia, el 1 % de la población podía votar, y en 1867 en el Reino Unido, el 3 %[cita requerida];
- Monarquía electiva. El monarca era elegido por la szlachta, la cabeza del Estado;
- Monarquía constitucional. El monarca estaba sometido a la Pacta Conventa y otras leyes, la szlachta podía desobedecer los decretos del rey si estos eran ilegales;
- La tolerancia religiosa. En 1573 Confederación de Varsovia introdujo la tolerancia religiosa en la República de las Dos Naciones. Después de la Matanza de San Bartolomé en Francia y la muerte del rey Segismundo II de Polonia (fallecido sin descendencia, sería el último rey de la Dinastía Jagiellon) los nobles polacos y lituanos se reunieron en Varsovia en 1573 junto con los representantes de todas las religiones mayoritarias (entre ellos los judíos) y firmaron un documento rogándose entre todos respeto, tolerancia y apoyo mutuo.

## Ejército

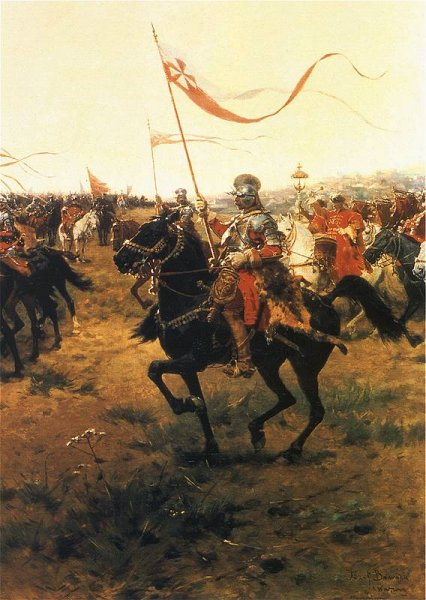
Húsar alado del.

El ejército de la Mancomunidad de Polonia-Lituania emergió a partir de la unión de los ejércitos del Reino de Polonia (Corona del Reino de Polonia) y el Gran Ducado de Lituania (Lituania). El ejército Reino de Polonia fue comandado por Hetman Grande Polaco (Hetman de la Gran Corona) y el ejército Gran Ducado de Lituania fue comandado por Hetman Grande de Lituano (Hetman de la Gran Lituania), comandante principal fue siempre el Rey de Polonia. Asistencia para Hetmanes Grande eran dos Hetmanes de Campo (Hetman de Campo de Corona y Hetman de Campo de Lituania). Lo extraordinario de este ejército fue la formación de la caballería pesada (Húsares alados), en cuanto a la marina no jugó un papel importante así que dejó de existir a mediados del siglo XVII.
Estas fuerzas armadas frecuentemente tuvieron conflictos con el sur, es decir, el Imperio otomano y Kanato de Crimea, al esté con el Zarato ruso y al norte con el Imperio sueco. Desde luego, también se tuvieron conflictos internos tales como revueltas. Hubo más victorias que derrotas, aunque se decayó en el siglo XVII a causa del bajo presupuesto; cada vez fue más difícil defender el país y los enemigos continuaban creciendo.
Cuando esta mancomunidad se desintegró, la tradición militar se continuó con las Legiones Polacas Napoleónicas y el Ejército del Ducado de Varsovia.

## Organización territorial

Provincias de la República de las Dos Naciones.

### Coronas
Si bien el término "Polonia" se usaba comúnmente para denotar todo el estado, Polonia era, de hecho, solo parte de un todo mayor: la Mancomunidad polaco-lituana, que constaba principalmente de dos partes:
- la Corona del Reino de Polonia (Polonia propiamente dicha), coloquialmente "la Corona".
- el Gran Ducado de Lituania, coloquialmente "Lituania".

### Provincias

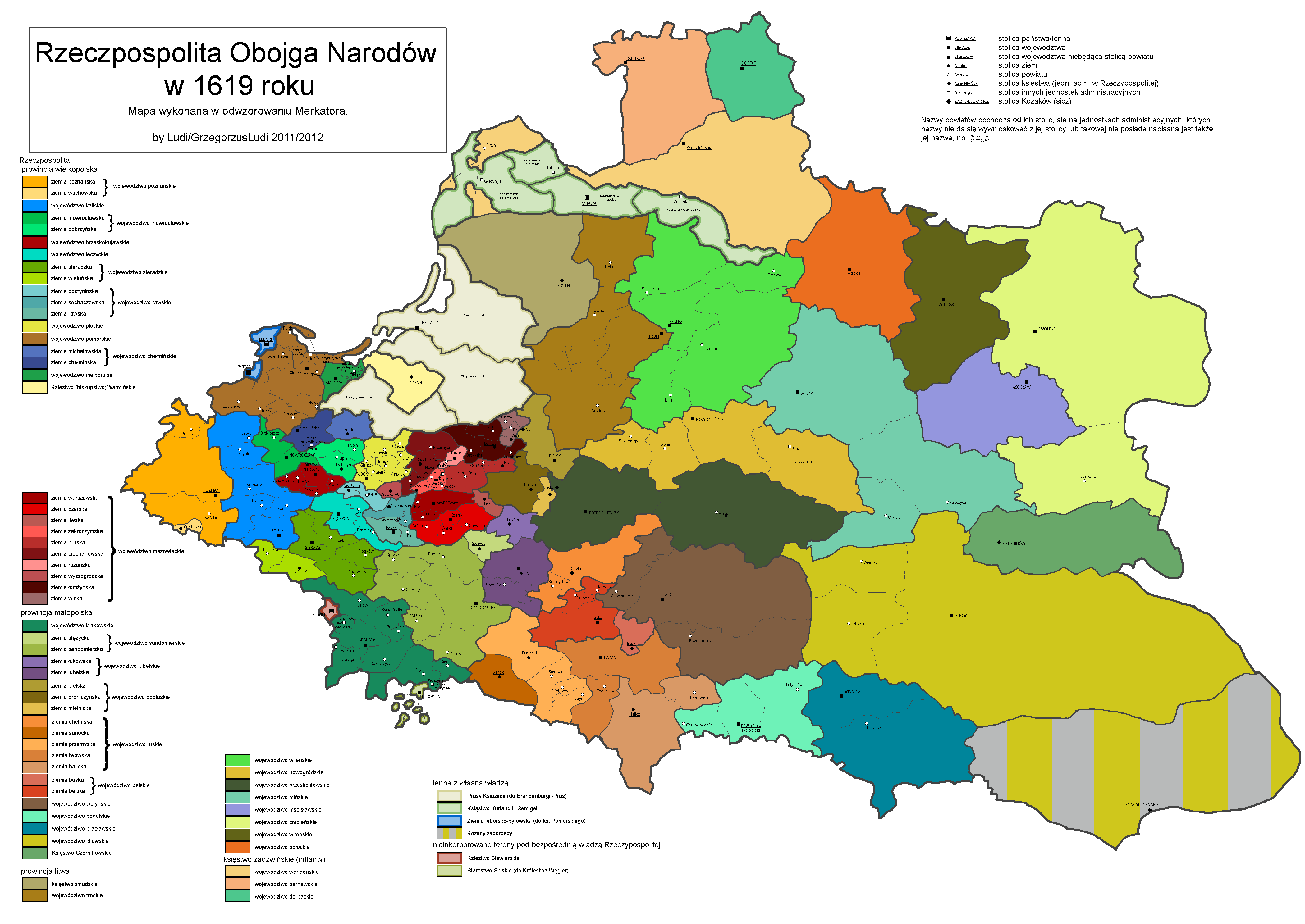
El país dividido en Voivodatos, Tierras y Powiats.

La Corona, a su vez, comprendía dos prowincjas: la Gran Polonia y la Pequeña Polonia. Estas y una tercera provincia, el Gran Ducado de Lituania, fueron las únicas tres regiones que se denominaron correctamente "provincias".

### Voivodatos

División administrativa de Polonia en 1619.

La Mancomunidad se dividió además en unidades administrativas más pequeñas conocidas como voivodatos (en polaco: województwa, si bien algunas fuentes usan la palabra palatinado en su lugar). Cada voivodato estaba gobernado por un vaivoda (en polaco: wojewoda, gobernador). Los voivodatos se dividieron en powiats, cada uno de ellos gobernado por un starosta.
Voivodatos en la Corona de Polonia:
- Voivodato de Bełz
- Voivodato de Bracław
- Voivodato de Brześć Kujawski
- Voivodato de Chełmno
- Voivodato de Cracovia
- Voivodato de Czernihów
- Voivodato de Gniezno
- Voivodato de Inowrocław
- Voivodato de Kalisz
- Voivodato de Kijów
- Voivodato de Łęczyca
- Voivodato de Lublin
- Voivodato de Malbork
- Voivodato de Mazovia (1526-1795)
- Voivodato de Płock
- Voivodato de Podlaquia
- Voivodato de Podolia
- Voivodato de Pomerania
- Voivodato de Poznań
- Voivodato de Rawa
- Voivodato de Rutenia
- Voivodato de Sandomierz
- Voivodato de Sieradz
- Voivodato de Volinia
- Ducado de Varmia

Voivodatos en el Gran Ducado de Lituania:
- Voivodato de Brest-Litovsk
- Voivodato de Minsk
- Voivodato de Mścisław
- Voivodato de Nowogródek
- Voivodato de Połock
- Voivodato de Smolensk
- Voivodato de Trakai
- Voivodato de Vilna
- Voivodato de Vítebsk
- Ducado de Samogitia

Voivodatos en el Ducado de Livonia:
- Voivodato de Dorpat
- Voivodato de Inflanty
- Voivodato de Parnawa
- Voivodato de Wenden

Las ciudades estaban gobernadas por castellanos. Hubo excepciones frecuentes a estas reglas, a menudo involucrando las subunidades administrativas conocidas como ziemia.
Las Tierras reales (en polaco: królewszczyzna) estaban divididas a su vez en starostwa, cada starostwo está gobernada por un starosta nigrodowy.

### Regiones

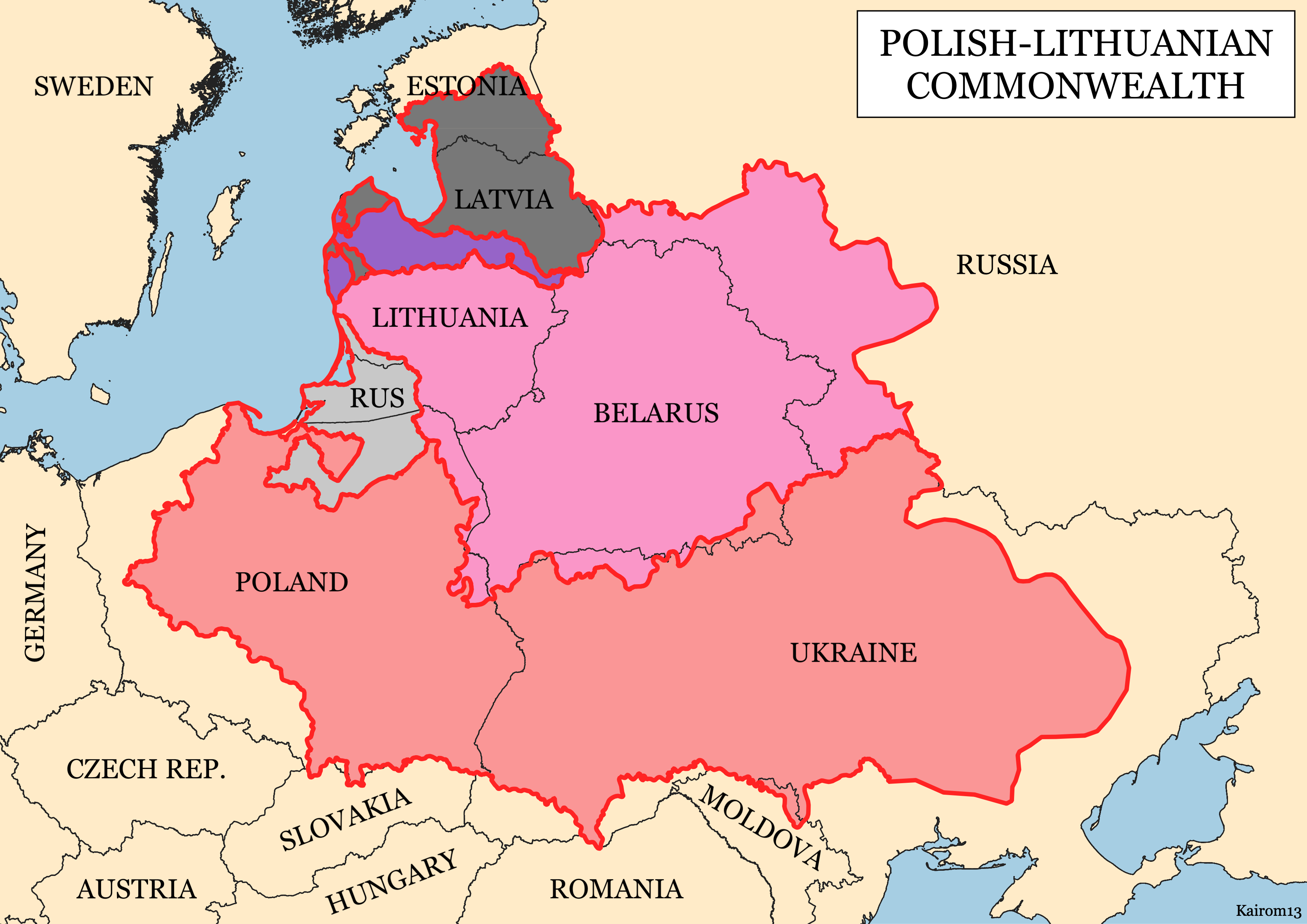
Esquema de la Mancomunidad de Polonia-Lituania con sus principales subdivisiones después de la Paz de Deúlino de 1618, superpuesto a las fronteras nacionales actuales.
Corona del Reino de Polonia
Gran Ducado de Lituania
Ducado de Livonia, condominio
Ducado de Prusia, feudo polaco
Ducado de Curlandia y Semigalia, condominio

Otras partes notables de la Mancomunidad, sin tener en cuenta las divisiones de provincias o voivodatos, incluyen:
- Provincia de Lituania (en lituano: Lietuvos provincija), o también el Gran Ducado de Lituania, fue la parte lituana de la mancomunidad, abarcaba las actuales Bielorrusia, pequeñas partes de Rusia, toda Lituania (excepto Lituania Menor). Durante la Unión de Lublin cuando Lituania era independiente sus fronteras cambiaron drásticamente al unirse con Polonia, su capital fue Vilna
- Provincia de la Pequeña Polonia (en polaco: Małopolska), sur de Polonia, con dos ciudades más grandes, su capital en Cracovia y Lublin en el noreste;
- Provincia de la Gran Polonia (en polaco: Wielkopolska), centro-oeste de Polonia alrededor de Poznań y el sistema del río Varta;
- Mazovia (en polaco: Mazowsze), Polonia central, con su capital en Varsovia;
- Lituania propia (en lituano: Didžioji Lietuva), noroeste del Gran Ducado, su parte más católica y étnicamente lituana, capital Vilna;

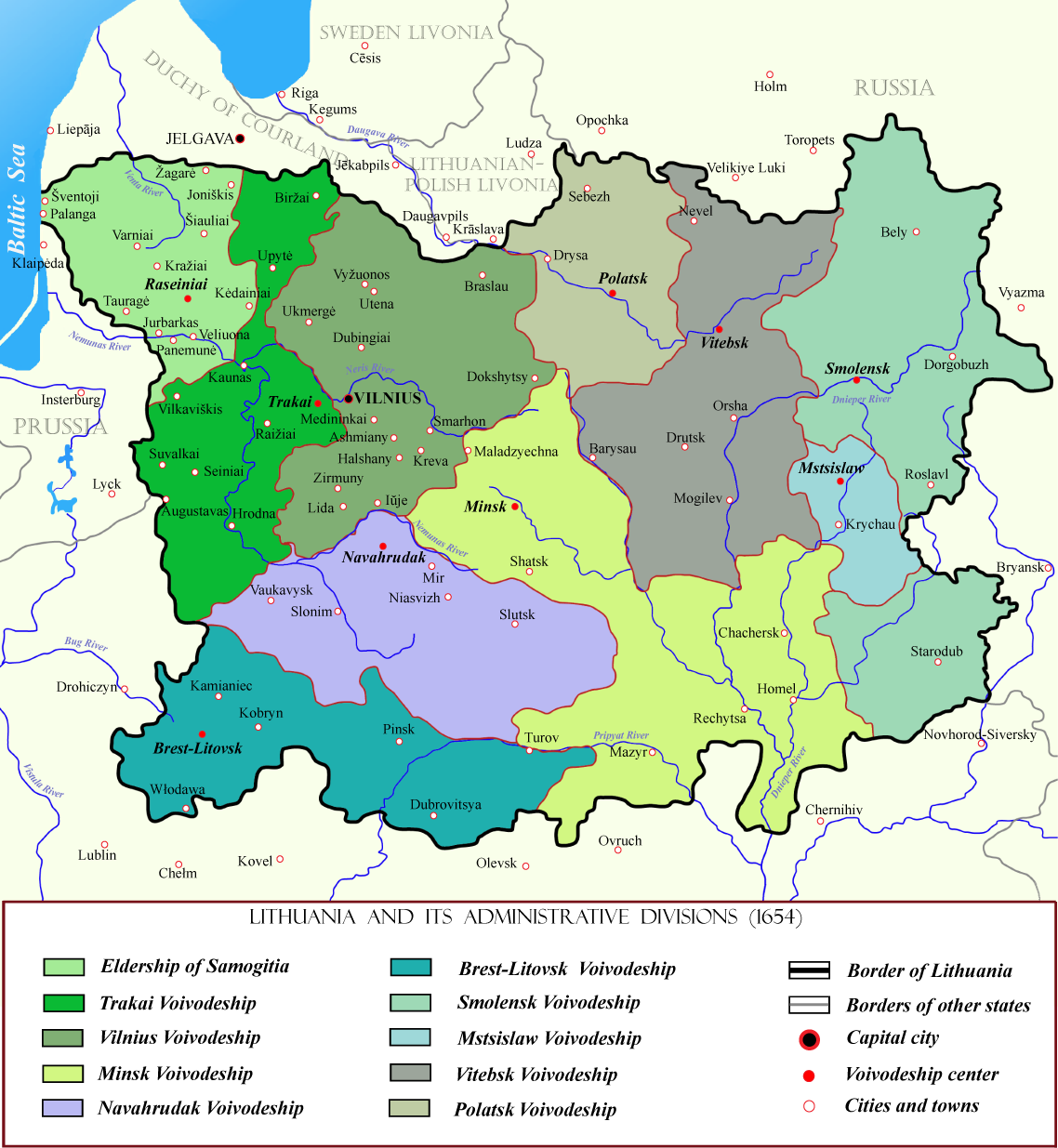
Lituania y sus voivodatos (y el Ducado de Samogitia) en el siglo 17 durante la Mancomunidad Polaco-Lituana.

- Lituania y sus voivodatos (y el Ducado de Samogitia) en el siglo 17 durante la Mancomunidad Polaco-Lituana.Ducado de Samogitia (en lituano: Žemaitija; en polaco: Żmudź), la parte más occidental y autónoma del Gran Ducado de Lituania, también la parte occidental de Lituania propia, capital Raseiniai;
- Prusia Real (en polaco: Prusy Królewskie), en la costa sur del mar Báltico, fue un área autónoma desde la Segunda Paz de Thorn (1466), incorporada a la Corona en 1569 con la formación de la Commonwealth;
- Pomerelia (en polaco: Pomorze Gdańskie), la Pomerania alrededor de Gdańsk (Danzig), parte occidental de la Prusia Real;
- Rutenia (en polaco: Ruś), la Mancomunidad oriental, contigua a Rusia;
- Ducado de Livonia (Inflanty), un dominio conjunto de la Corona y el Gran Ducado de Lituania. Perdido ante Suecia en la década de 1620 y en 1660;
- Ducado de Curlandia y Semigalia (en lituano: Kuršas ir Žiemgala; en polaco: Kurlandia i Semigallia), un feudo del norte de la Mancomunidad. Estableció una colonia en Tobago en 1637 y en la isla de St. Andrews en el río Gambia en 1651 (ver colonización curlandesa);
- Silesia (en polaco: Śląsk) no estaba dentro de la Mancomunidad, pero pequeñas partes pertenecían a varios reyes de la misma; en particular, los reyes Vasa fueron duques de Opole (Oppeln), Prudnik (Neustadt) y Racibórz (Ratibor) desde 1645 hasta 1666.[105]

Las fronteras de la Mancomunidad cambiaron con guerras y tratados, a veces varias veces en una década, especialmente en las partes este y sur. Después de la Paz de Jam Zapolski (1582), la Mancomunidad tenía un área de aproximadamente 815000 km² y una población de 7,5 millones. Después de la Tregua de Deulino (1618), la Mancomunidad tenía un área de alrededor de 1 millón de km² (990000 km²) y una población de alrededor de 11millones.

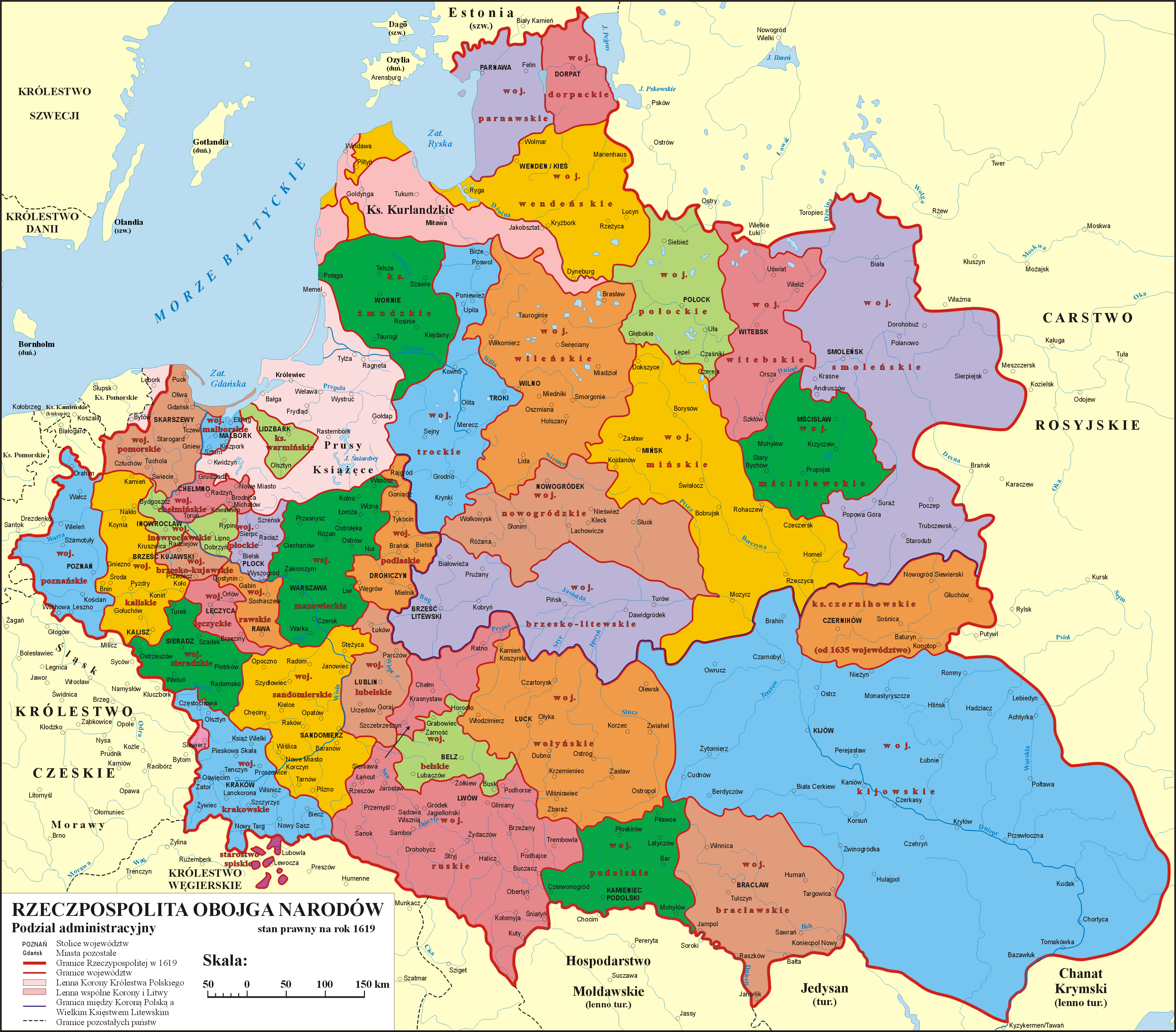
División administrativa de la Mancomunidad polaco-lituana en 1619, en la época de mayor extensión del país.

Las tierras que una vez pertenecieron a la Mancomunidad ahora se distribuyen en gran parte entre varios países de Europa central y oriental: Polonia, Ucrania, Moldavia (incluyendo Transnistria), Bielorrusia, Rusia, Lituania, Letonia y Estonia. También algunas pequeñas ciudades en la Alta Hungría (hoy en su mayoría Eslovaquia) se convirtieron en parte de Polonia por el tratado de Lubowla (ciudades de Spiš).

### Ziemia
El término ziemia apareció por primera vez en Polonia medieval, después de la fragmentación de Polonia. Se refería a un antiguo principado o ducado, que fue unificado con el reino de Polonia, y perdió su soberanía política, pero mantuvo su jerarquía de funcionarios y burocracia. De todo el siglo XIV algunos de los antiguos principados, ahora ziemias, fueron asignados a los funcionarios conocidos como voivodas y se convirtió en unidades primarias de administración conocidas como voivodatos. Por lo tanto, el ducado de Sandomierz se convirtió en la tierra de Sandomierz, que a principios del siglo XIV se convirtió en Sandomierz Mazovia.

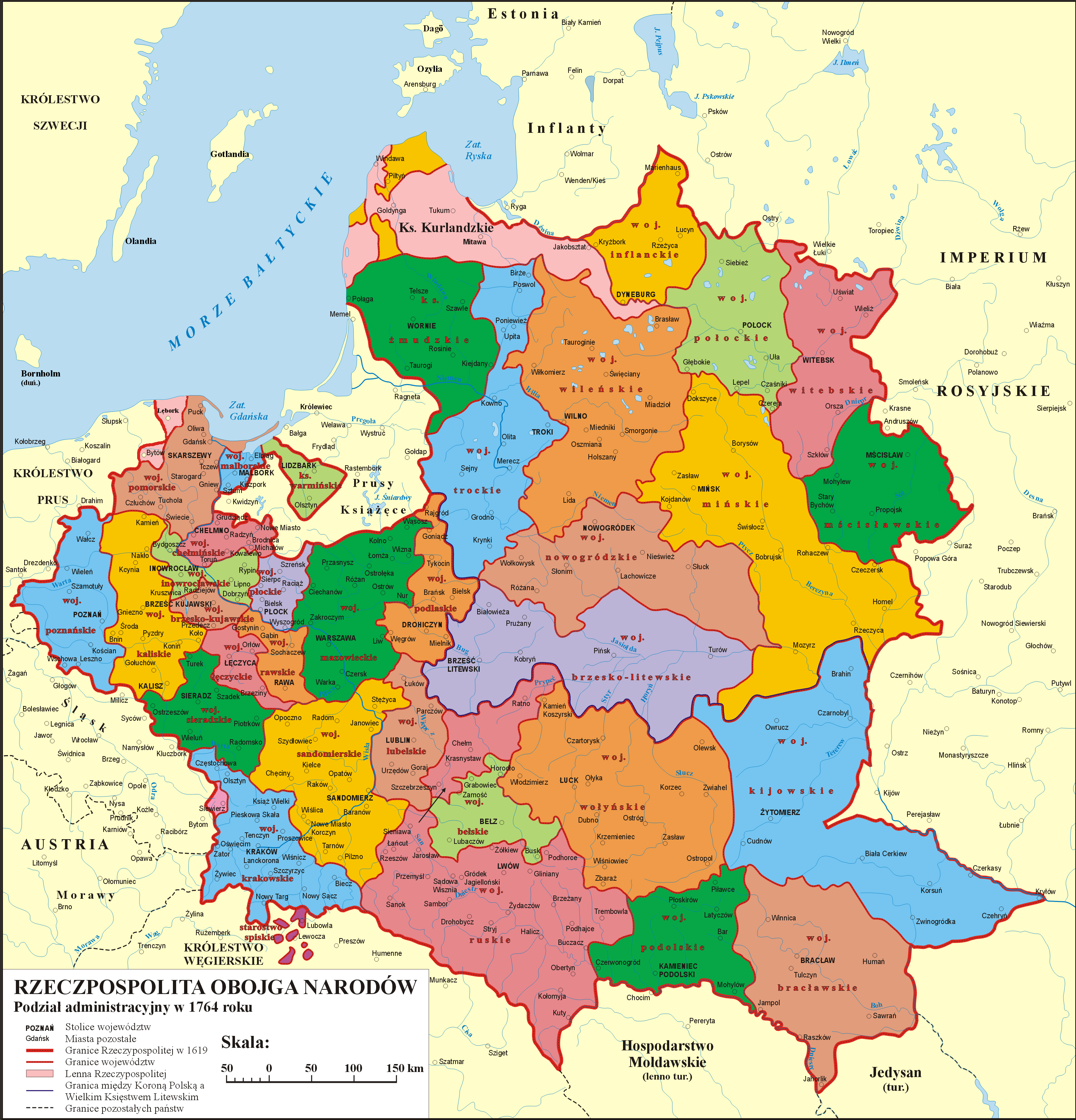
La Mancomunidad en 1764.

Sin embargo, en algunos casos algunas ziemias no se transformaron en voivodatos. Ellos estaban subordinados a un voivodato y a cierto voivoda, pero al mismo tiempo solían tener bastante privilegios y propiedades diferentes, como mantener su propio sejmik, y todavía se conoce como un ziemia, no un voivodato. Algunos voivodatos, como el Voivodato de Rutenia o de Mazovia, consistieron en varios ziemias, cada uno dividido en condados. Durante los siglos siguientes, las ziemias se fueron integrando cada vez más en sus voivodatos y así mismo perdieron la mayor parte de su autonomía.
Hoy en día no son las unidades de la administración, y en Polonia moderna son solo términos geográficos genéricos relacionados con ciertas partes de Polonia. En la actualidad, el término ziemia puede aplicarse a cualquier área, histórico o no, que se encuentra alrededor de una ciudad principal o de la ciudad.

#### Lista de ziemias
- Ziemia Bielska: Era parte de Podlaquia Mazovia,
- Ziemia Buska: formaba parte de Belz Mazovia,La Mancomunidad en 1789.

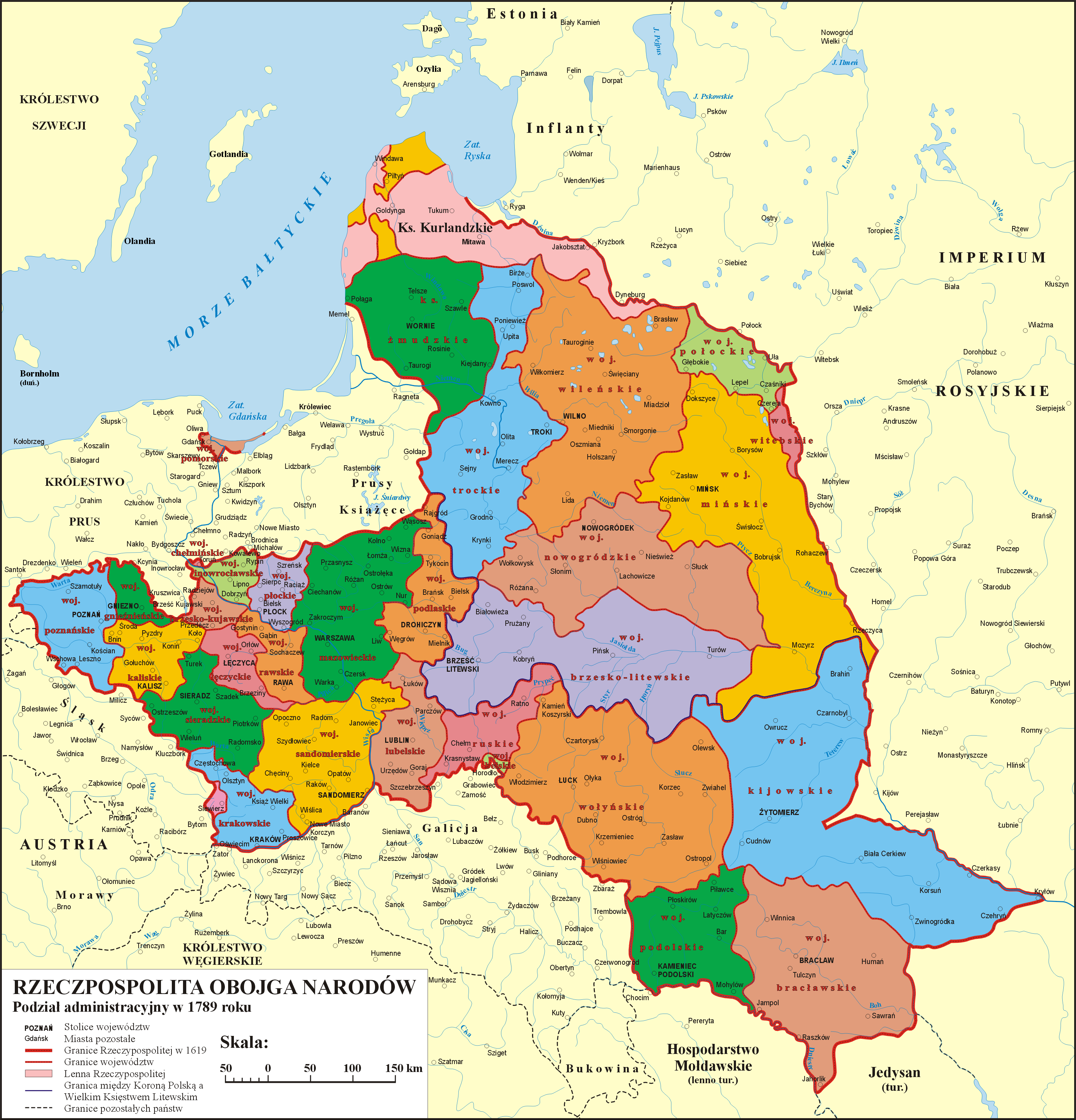
La Mancomunidad en 1789.

- Ziemia Chelminska: Dividido en cinco condados, que era parte de Chelmno Mazovia,
- Ziemia Chelmska: Dividido en tres condados, era un exclave de Rutenia y Mazovia,
- Ziemia Czerska: Perteneció a Mazovia,
- Ziemia Dobrzynska: Dividida en tres condados, que era parte de Inowroclaw Mazovia,
- Ziemia Drohiczynska: Era parte de Podlaquia y Mazovia,
- Ziemia Gostyninska: Dividida en dos condados, que era parte de Rawa Mazovia,
- Ziemia Halicka: Dividida en tres condados, que era parte de Mazovia y Rutenia,
- Ziemia Leborsko-Bytowska: A mediados de la década de 1600 pertenecía a Pomerania,
- Ziemia Liwska: Perteneció a Mazovia,
- Ziemia Lomzynska: Perteneció a Mazovia,
- Ziemia Lukowska: Formaba parte de Lublin,
- Ziemia Lwowska: Dividida en dos condados, que era parte de Mazovia rutenos
- Ziemia Michalowska: Dividida en dos condados, que eran parte de Chelmno Mazovia,
- Ziemia Mielnicka: Era parte de Podlaquia y Mazovia,
- Ziemia Nurska: Perteneció a Mazovia,
- Ziemia Przemyska: Dividida en cuatro condados, que era parte de Mazovia rutenos,
- Ziemia Rawska: Dividida en dos condados, que era parte de Rawa Mazovia,
- Ziemia Rzanska: Perteneció a Mazovia,
- Ziemia Sanocka: Pertenecía a Voivodato rutenos,
- Ziemia Sochaczewska: Dividida en dos condados, que era parte de Rawa Mazovia,
- Ziemia Warszawska: Perteneció a Mazovia,
- Ziemia Wielunska: Dividida en dos condados, que era parte de Sieradz Mazovia,
- Ziemia Wiska: Perteneció a Mazovia,
- Ziemia Wschowska: Parte de Poznán y Mazovia,
- Ziemia Wyszogrodzka: Perteneció a Mazovia,
- Ziemia Zakroczymska: Perteneció a Mazovia,
- Ziemia Zawkrzenska: Dividida en tres condados, que eran parte de Plock Mazovia.

## Geografía

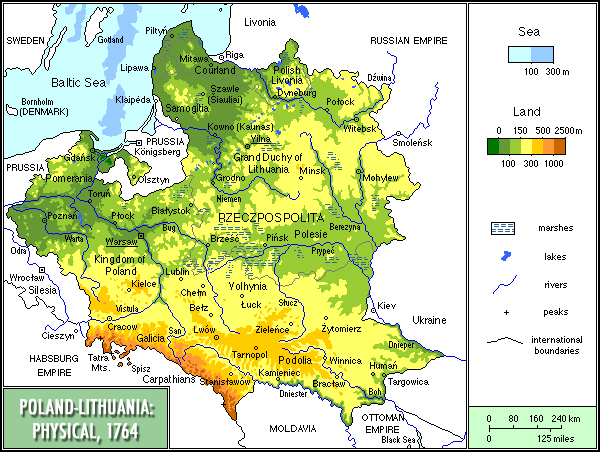
Mapa topográfico de la Mancomunidad en 1764.

En el siglo XVI,  (Polonia: sobre su ubicación, gente, cultura, oficinas y la Mancomunidad polaca), que se consideró una de las guías más completas del país.
Las obras de Kromer y otros mapas contemporáneos, como los de Gerardus Mercator, muestran la Mancomunidad en su mayoría como llanuras. La parte sureste de la Mancomunidad, Kresy, era famosa por sus estepas. Los Cárpatos formaban parte de la frontera sur, siendo la cadena montañosa Tatras la más alta, y el mar Báltico formaba la frontera norte de la Mancomunidad. Como la mayoría de los países europeos en ese momento, la Mancomunidad tenía una extensa cubierta forestal, especialmente en el este. En la actualidad, lo que queda del bosque de Białowieża constituye el último bosque primitivo en gran parte intacto de Europa.

## Idiomas

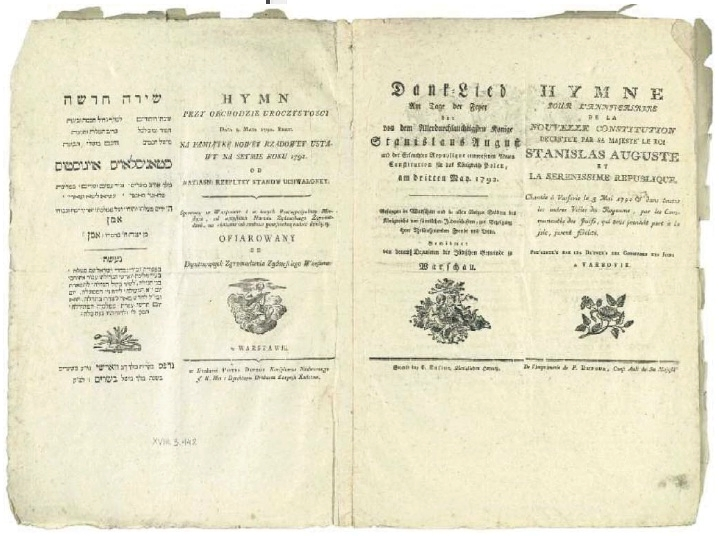
Himno del primer aniversario de la Constitución del 3 de mayo de 1791 (1792) en hebreo, polaco, alemán y francés.

- Polaco: oficialmente reconocido; lengua dominante, usada mayormente por la nobleza de la Mancomunidad y por los campesinos en la provincia del reino.[110][111][112][113]
- Latín: oficialmente reconocido; comúnmente se usaba para las relaciones externas, fue la segunda lengua más popular dentro de la nobleza.[110][114]
- Ruteno: oficialmente reconocido; fue el lenguaje utilizado en el Gran Ducado y al este de la Corona hasta 1697.[110][115]
- Alemán: oficialmente reconocido; se utilizó para relaciones exteriores en el Ducado de Prusia y por minorías en las ciudades, especialmente en el Reino de Prusia.[110]
- Armenio: reconocido oficialmente, se usó por la minoría armenia.[110]
- Hebreo: oficialmente reconocido; utilizado por los judíos para sus asuntos religiosos.[110]
- Yidis: usado por los judíos en su vida diaria pero no reconocido como un idioma oficial.[116]
- Francés: no reconocido oficialmente; reemplazó al latín en la corte real de Varsovia al comienzo del siglo XVIII como un idioma de relaciones externas.
- Lituano: no reconocido oficialmente; pero fue usado en algunos documentos oficiales del Gran Ducado, y fue mayormente hablado al noroeste del mismo (Lituania) y al norte del Ducado de Prusia (Polonia Feudal).[110]
- Italiano: no reconocido oficialmente; se usó para relaciones exteriores y por la minoría italiana de las ciudades.[117]
- Árabe: no reconocido oficialmente; se usó para relaciones exteriores y por los tártaros en sus asuntos religiosos, ellos también escribían en ruteno para los escritos árabes.

## Reyes de Polonia y grandes duques de Lituania
- Segismundo II Augusto Jagellón (rey 1548-1572)
- Enrique de Valois (rey 1572-1575)
- Ana Jagellón (reina 1575-1587)
- Esteban I Báthory (rey junto a su esposa Ana Jagellón 1576-1586)
- Segismundo III Vasa (rey 1587-1632)
- Vladislao IV Vasa (rey 1632-1648)
- Juan II Casimiro (rey 1648-1668) abdicado
- Miguel Korybut Wisniowiecki (rey 1669-1673)
- Juan III Sobieski (rey 1674-1696)
- Augusto II el Fuerte (rey 1697-1706, 1709-1733), además elector de Sajonia (como Federico Augusto I)
- Estanislao I Leszczynski (rey 1706-1709, 1733-1736)
- Augusto III Wettin (rey 1733-1763) elector de Sajonia (como Federico Augusto II)
- Estanislao II Poniatowski (rey 1764-1795) abdicado